# مریم عمید

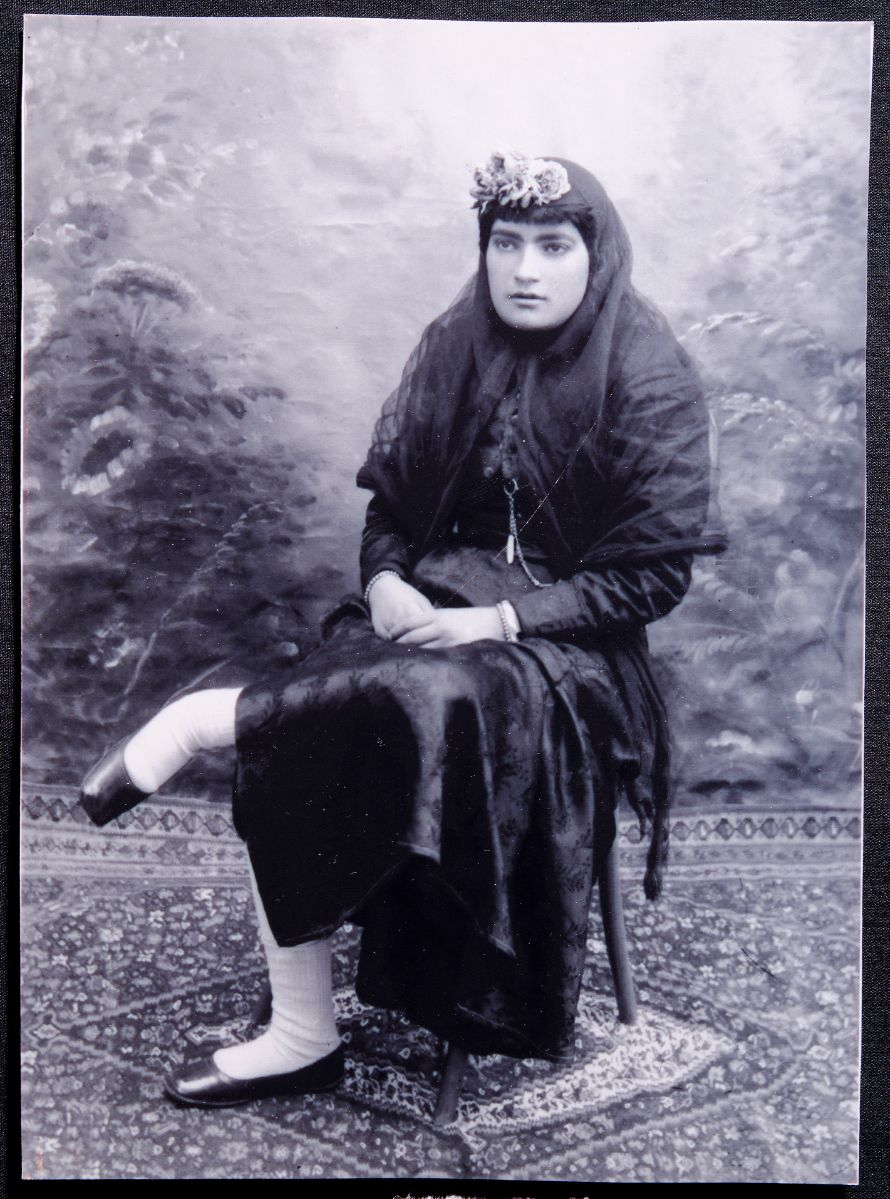
مریم عمید

مریم عمید سمنانی ملقّب به مزین‌السلطنه از زنان روشنفکر و روزنامه‌نگار دوران قاجاریه بود. وی دومین نشریه زنان ایران را با نام روزنامه شکوفه در سال ۱۲۹۲ خورشیدی منتشر کرد.

## زندگی
مریم عمید تنها دختر میر سید رضی سمنانی ملقب به «رئیس‌الاطباء»، پزشک قشون ناصرالدین شاه و خواهر میرزا ابراهیم عمیدالسلطنه (نخستین نماینده سمنان و شاهرود در مجلس شورای ملی) بود. او در سمنان زاده شد و تحصیلات اولیه را نزد پدرش فرا گرفت. پس از آن ضمن ادامه تحصیل، زبان فرانسه و عکاسی را نیز آموخت.
در ۱۶ سالگی به ازدواجی ناخواسته با حسینقلی میرزا عمادالسلطنه سالور از شاهزادگان قاجار تن داد، که پس از یک سال از او جدا شد. ۷ سال پس از آن با یکی از روشنفکران آن زمان به نام قوام‌الحکماء ازدواج کرد. پس از چند سال قوام‌الحکماء از دنیا رفت و مزین‌السلطنه به تنهایی سرپرستی دو فرزندی را که از دو ازدواج خود داشت به عهده گرفت.

## فعالیت‌ها
مریم عمید سمنانی نشریه شکوفه را که مجلهٔ اختصاصی زنان بود منتشر کرد. وی با انتشار این نشریه، ضمن آموزش و آگاه‌سازی زنان و دختران، برای تساوی حقوق زن و مرد نیز تلاش کرد. وی یکی از اعضای اصلی «انجمن همت خواتین» متشکل از فعالان حقوق زنان بود که به ترویج استفاده از کالاهای داخلی و تشویق فراگیری هنرهای دستی توسط زنان می‌پرداخت.
عمید همچنین از نخستین زنانی بود که دو شعبه مدرسه نوین «دخترانه دارالعلم و صنایع مزینیه» را بنیان نهاد. وی چند کتاب از زبان فرانسه را نیز به فارسی ترجمه کرد.

## تأسیس مدرسه دخترانه
راه‌اندازی مدرسه دخترانه یکی از کارهای ماندگار مریم عمید بود. وی در سال ۱۳۳۰ هـ. ق (۱۲۹۱ خورشیدی) مدرسه‌ای دخترانه با نام مزینیه تأسیس کرد. به علت شرایط مردسالار و عدم رغبت خانواده‌ها به آموزش دختران، او برای تشویق تحصیل دختران، در مقابل ثبت نام دو دانش‌آموز که شهریه پرداخت می‌کردند یک دانش آموز را مجانی ثبت نام می‌کرد و با والدین و خانواده‌ها هم توافق می‌کرد که تا پابان دوره تحصیل نباید دانش‌آموزشان را از مدرسه بیرون بیاورند.
مدرسه مزینیه دو شعبه داشت. یک شعبه دارالعلم بود و علوم مختلف (از خواندن و نوشتن تا ریاضیات و جفرافیا و آموزش زبانهای خارجی) در آن تدریس می‌شد و شرط قبولی و مدرک تحصیلی، موفقیت در آزمون و امتحانی بود که توسط وزارت معارف برگزار می‌شد. این مدرسه در کنار باغ آصف‌الدوله قرار داشت. مدرسه دوم که دارالصنایع نام داشت و در محله آب‌من‌گل واقع بود، به آموزش کارهای هنری و صنابع دستی (قالی‌بافی، جوراب بافی، زردوزی…) اختصاص یافت.

## نخستین روزنامه‌نگار زن ایرانی
در زمانی که خواندن و نوشتن برای زنان عیب شمرده می‌شد و دانش و پژوهش زنان گناه بود، مریم عمید موفق شد نخستین نشریه زنان ایران را راه‌اندازی کند. این هفته‌نامه هشت صفحه‌ای که دانش نام داشت و در سال ۱۲۸۹ در تهران منتشر شد، عمرش زیاد نبود اما در دوران مشروطه تحولی مهم به حساب می‌آمد.
مریم عمید ملقب به مزین السلطنه که نخستین روزنامه‌نگار زن ایران به حساب می‌آید بعد از تعطیلی هفته‌نامه دانش در سال ۱۲۹۲ خورشیدی نشریه شکوفه را منتشر کرد. در صفحه اول و شناسنامه نشریه این عبارت دیده می‌شد:
«صاحبه امتیاز و مدیر مسئوله مزین السلطنه صبیه مرحوم آقا میرزا سید رضی رئیس‌الاطبا، روزنامه‌ایست اخلاقی، ادبی، حفظ الصحه اطفال، خانه‌داری، بچه داری، مسلک مستقیمش تربیت دوشیزگان و تصفیه اخلاق زنان راجع به مدارس نسوان عجالتاً گاهی دو نمره طبع می‌شود»

## روزنامه شکوفه

روزنامه شکوفه

روزنامه شکوفه دومین نشریه ویژه زنان پس از نشریه دانش (۱۲۸۹–۱۲۹۰) بود که در سال ۱۲۹۲ خورشیدی (۱۹۱۳ میلادی) آغاز به انتشار کرد. این نشریه تا سال ۱۲۹۸ خورشیدی یعنی تا زمان مرگ عمید انتشار یافت. از ویژگی‌های این نشریه می‌توان به لحن طنزآمیز و انتقادی، پرداختن به مسائل زنان ایرانی، تحصیل و آموزش دختران و مسائل سیاسی اشاره کرد.

### از نسخ تا کاریکاتور
این روزنامه که ۷۷شماره از آن (تقریباً هر دو هفته یک بار) منتشر شد، ابتدا در چهار صفحه با خط سنتی نسخ نوشته می‌شد اما از شماره پنجم با خط نستعلیق تنظیم شد و بعد از یک سال با حروف سربی به چاپ رسید. هم‌چنین در صفحه آخر با یک کاریکاتور، متناسب با موضوع هر شماره تزئین و تکمیل می‌شد. البته از سال سوم به بعد کاریکاتورها چاپ نشد و انتشار نشریه با آغاز جنگ جهانی اول نظم خود را از دست داد.

## انجمن همت خواتین
انجمن همت خواتین در سال ۱۳۲۳ هـ. ق توسط مدیران مدارس دخترانه تأسیس شد. مریم عمید که یکی از اعضای این انجمن بود نقش مؤثری در معرفی و گسترش فعالیت‌های آن داشت. یکی از اهداف مهم این انجمن که به ریاست خانم نورالدجی شکل گرفت تحریم اجناس خارجی و منع واردات این نوع محصولات بود. به عنوان مثال، همان زمان تحریم منسوجات خارجی در دستور کار این انجمن قرار گرفت و قرار شد تمامی مدارس دخترانه (اعم از دانش آموزان و معلمان) از پارچه‌های ایرانی استفاده کنند و در صورت مشاهده تخلف و خرید منسوجات خارجی، فرد خاطی اخراج شود. به این ترتیب ظرف یک ماه نزدیک به پنج هزار نفر به این تحریم پیوستند.

## جنگ با خرافات
مبارزه با خرافات و جنگ با رسم و رسوم کهنه و عقب افتاده در میان زنان یکی از کارها و اقدامات مریم خانم مزین‌السطنه بود. او برای رساندن صدای مبارزه با خرافات و عقاید ارتجاعی از نشریه شکوفه استفاده کرد. مریم در این رسانه ضمن تقبیح آداب و عقاید عقب افتاده زنان در ایران، وضعیت زنان در سایر نقاط جهان (به ویژه وضعیت زنان در اروپا) را بررسی و مطرح کرد و این کار را مهم‌ترین و اساسی‌ترین راه آگاهی زنان در ایران می‌دانست.

## درگذشت
مزین‌السلطنه در سنبله (شهریور) ۱۲۹۸ خورشیدی (۳ شوال ۱۳۳۷ قمری) در سفری که به زادگاه خود، سمنان داشت بر اثر سکته قلبی درگذشت.